# Le Mont de la Ville
Le Mont de la Ville, dénommé également La Montagne de la Ville du Mont Saint-Hélier ou La Montagne de Saint-Hélier, est un dolmen qui fut déplacé en 1787 depuis son site de Saint-Hélier à Jersey, vers l'Angleterre, en offrande au gouverneur de Jersey, Henry Seymour Conway qui occupa ce poste de 1772 à 1795.

## Description
Le Mont de la Ville est un dolmen de type dolmen à couloir. L'ensemble du monument mégalithique fut démonté pierre par pierre et embarqué sur un navire à destination de l'Angleterre en 1787 pour être entièrement remonté en 1788 dans la propriété du gouverneur de Jersey, Henry Seymour Conway, située à Wargrave à côté de la ville de Henley-on-Thames dans le comté de Oxfordshire. Le monument porte l'inscription suivante, rédigée en français, « Cet ancien Temple des Druides découvert le 12me Aout 1785 sur le Montagne de St Helier dans l'isle de Jersey, a été presenté par les Habitans à son Excellence le Général Conway, Leur Gouverneur ».